# Centro di sci di fondo di Alpensia
Il centro di sci di fondo di Alpensia (알펜시아 크로스컨트리 센터?) è un impianto sportivo outdoor per la pratica dello sci di fondo localizzato presso la stazione sciistica Alpensia, nel comune di Daegwallyeong, nella contea di Pyeongchang, in Corea del Sud.

## Storia
La struttura venne inaugurata nel 1998 per ospitare le gare di sci di fondo dei Giochi asiatici invernali 1999 e fu ristrutturata una prima volta nel giugno 2009.
Nel 2011, 2012 e 2013 l'impianto ha ospitato i campionati nazionali di sci di fondo, mentre tra il 2015 e il 2017 è stato nuovamente rinnovato in vista dei Giochi olimpici invernali di Pyeongchang 2018.